# Волчков, Сергей Саввич
Серге́й Са́ввич Волчко́в (1707—1773) — деятельный переводчик, секретарь Академии наук, директор Сенатской типографии. Тесть А. М. Салтыкова и П. Б. Пассека, прадед А. В. Чичерина.

## Биография
С. С. Волчков родился в 1707 году, происходил из небогатого дворянского рода. О месте его начального образования ничего не известно. В 1723 году, будучи 16 лет, поступил на службу юнкером в Сенат. Благодаря хорошему знанию немецкого и французского языков, уже через 2 года, в 1725, он был направлен в Силезию «для мануфактурных дел». Вернулся в Россию в 1728 году, был зачислен в Коллегию иностранных дел переводчиком.
С 1730 по 1735 год Волчков находится в Берлине в качестве секретаря посольства. Прекрасное знание иностранных языков привели к тому, что по прошению Академии Волчков был назначен секретарём Академии. Здесь он переводит не только труды профессоров Академии с немецкого языка, но и с немецкого и французского различные книги, а также различные тексты — с русского на эти языки. Также он активно переводит с латыни.
В 1747 году Волчков получил на 4 года отпуск для поправления здоровья; в это время жил в Москве и в деревне, продолжая активно заниматься переводами. В частности, Академическая канцелярия поручила ему перевод триязычного французско-немецко-латинского «Вояжирова словаря» — фр. «Nouveau dictionnaire du voyageur» (Женева, 1703), а также «Жизнеописания» Плутарха:

В 1747 г. при ликвидации следственного дела о Шумахере Ревизион-контора заинтересовалась имевшимися в следственном производстве данными о неблаговидных действиях С. С. Волчкова. В связи с этим, вероятно, обстоятельством Волчков возбудил ходатайство об оставлении его только «у перевода книг», о награждении чином коллежского асессора и о назначении ему профессорского жалованья. Шумахер не только добился удовлетворения всех этих трёх просьб, но и создал Волчкову совершенно исключительные служебные условия: с этого времени, получая почти одинаковое с академиками жалованье, превышавшее более чем вдвое оклад других академических переводчиков, Волчков стал проживать безвыездно в своей подмосковной «деревнишке», где занялся переводческой деятельностью…
Примечания к «Полному собранию сочинений» М. В. Ломоносова

С 1748 года Волчков — штатный переводчик Академии наук. С 1759 по 1773 — директор Сенатской типографии.

Без мала сорок лет государю своему всем усердием служащий, сирой дворянин с семерыми детьми (из того числа трое сыновей все в службе) самого себя и с робятишками своими, к монаршим Вашего Императорского Величества стопам, все раболепно повергает Сергей Волчков.
Из посвящения Петру III перевода книги Ж. Б. М. де Бельгарда «Истинной христианин и честной человек…», Санкт-Петербург, 1762.

Умер С. С. Волчков в 1773 году в Санкт-Петербурге.

## Переводческая деятельность
За время своей деятельности С. С. Волчков опубликовал более 20 переводных книг, ещё несколько остались в рукописях; общий объём переведённых книг — 11 919 страниц.
Во время работы секретарем Академии наук одна из обязанностей С. С. Волчкова — перевод для «Санкт-Петербургских ведомостей» (с 1735 по 1739) и «Примечаний к Ведомостям» (с 1736 по 1741) сочинений профессоров академии, написанных на немецком языке. В частности, он переводил работы И.-Я.Вейтбрехта, Х.-Н. Винсгейма, Г.-В. Крафта, Г.-В. Рихмана, Я. Я. Штелина, адъюнкта Ф. Брема (с 1738 переводы подписывались буквой «В.»).
Уже в это время Волчков переводит также отдельные художественные произведения с немецкого и французского. Однако Академия отказывалась оплачивать переводы, выполненные сверх служебных обязанностей штатного переводчика; поэтому с 1759 по 1763 г.г. Волчкову пришлось активно переписываться с Академией по этому поводу. Часть рукописей была ему возвращёна и напечатана в Сенатской типографии позже.

### Книги, переведённые С. С. Волчковым
Всего было опубликовано более 20 книг, переведённых С. С. Волчковым, ещё несколько остались в рукописях. Считается, что в 1740—1750-е годы Волчков переводит в основном нравоучительно-воспитательные, исторические и экономические сочинения; с 1760-х годов появляются переводы книг духовно-нравственного содержания, которые получили особое распространение в масонской среде.
Опубликованные переводы
- Флоринова Экономиа с немецкаго на российской язык сокращённо переведёна (Сергеем Волчковым) и напечатана повелением Ея Императорскаго Величества, Всемилостивейшия Великия Государыни Императрицы Анны Иоанновны Самодержицы Всероссийския. Санкт-Петербург, 1738, последующие издания — 1760, 1775, 1786, 1794. Первое издание посвящёно Анне Иоанновне. Советы о наилучшем ведении хозяйства, об обязанностях домохозяина по отношению к семье, соседям, подданным, о способах строительства, об устройстве садов и прудов, о варении пива, уходе за лошадьми, о лекарствах и т. д. Второе издание вышло с 37 листами с изображениями необходимых в хозяйстве устройств.
- Житие и дела Марка Аврелия Антонина цесаря римскаго а при том собственныя, и премудрыя ево рассуждения о себе самом с немецкаго на российский язык перевёл Академии наук секретарь Сергей Волчков в Санктпетербурге в 1738, и 1739 году. Санкт-Петербург, 1740, последующие издания — 1740, 1760, 1775, 1789, 1798. Посвящена Анне Иоанновне.

- Б.Грасиан-и-Моралес. Грациан Придворной человек с французского на российский язык переведён канцелярии Академии наук секретарём Сергеем Волчковым. А напечатана сия книга по всевысочайшему повелению, и в первое лето Богом хранимой державы е. и. в. Иоанна III… во время благополучнаго правления государством… великия княгини и правительницы всея России Анны. Санкт-Петербург, 1741. Второе издание — 1760. Правила поведения человека в обществе и при дворе. Первое издание посвящёно Анне Леопольдовне, в части тиража была проставлена новая дата — 1742 — и появилось посвящение Елизавете Петровне.
- Езоповы басни с нравоучением и примечаниями Рожера Летранжа. Санкт-Петербург, 1747, последующие издания в 1760, 1766, 1783, 1791. Кроме басен Эзопа, в книгу включены басни Федра, Лафонтена, Камерария.
- Ж. Б. М. де Бельгард. Совершенное воспитание детей содержащее в себе; молодым знатнаго рода, и шляхетнаго достоинства людям, благопристойные маниры, и приличныя поведении. Со многими к поспешествованию щастия их способными правилами, и нравоучительными разсуждениями; изданное от Абата Белегарда. А c французского на Российской язык перевёл сию книгу, канцелярии Академии наук секретарь Сергей Волчков. Санкт-Петербург, 1747, второе издание — 1759. Книга, посвященная проблемам воспитания детей в дворянских семьях.
- Ж. Савари. Экстракт Савариева лексикона о коммерции по требованию Государственной Комерц-коллегии с французского на российский язык переведёна сия книга, Академии наук секретарём Сергеем Волчковым, в 1743 и 1744 годах, а рачением ея императорскаго величества тайнаго действительнаго советника, ордена святаго Александра кавалера; реченной Государственной Комерц-коллегии президента и Ладожскаго канала генеральнаго директора князя Бориса Григорьевича Юсупова, иждивением оноиже Коллегии при Академии наук напечатана 1747 году. Санкт-Петербург, 1747. Перевод был выполнен по заказу коммерц-коллегии, в награду за перевод «Экстракта» С. С. Волчков получил от Сената вознаграждение — 500 рублей. С. С. Волчков также написал предисловие к этой книге, в которой всячески восхваляет труды Петра. Он также составил словарь-указатель, который помогал легко разыскать значение нужного слова[3].
- Г.Курас. Введение в генеральную историю изданное на немецком языке от Гильмара Кураса а на российской язык переведёно канцелярии Академии наук секретарем Сергеем Волчковым. Санкт-Петербург. Первое издание в виде учебника — 1747, второе под названием «Сокращёная универсальная история…» — 1762. Рассказы о всех важных событиях в Европе «от сотворения мира» до наших дней. Переводчик добавил также сведения о российской истории.
- Де Лавал. Изъяснение новой французской грамматики: С примечаниями и примерами на все части слова. Санкт-Петербург, 1753.

- Новой лексикон на французском, немецком, латинском, и на российском языках, переводу асессора Сергея Волчкова. Санкт-Петербург, Ч.1 — 1755, Ч.2 — 1764. Второе издание под названием «Французской подробной лексикон…» — 1778—1779 (Санкт-Петербург), третье — «Французской лексикон…» — 1785—1787 (Санкт-Петербург). Другое известное название — «Вояжиров лексикон», от названия источника перевода — фр. Nouveau dictionnaire de voyageur, Женева, 1703. Волчков добавил к французско-немецко-латинскому источнику русские переводы слов и фразеологизмов.
- (Анонимное) Наука щастливым быть, переведена с немецкаго на российской язык Сергеем Волчковым. Санкт-Петербург, 1759.
- Э. Р. Рот. Достопамятное в Европе. То есть. Описание всего, что для любопытнаго смотрения света; также за нужду, или по случаю путешествующему; в знатнейших местах Европы знать, и видеть надлежит. / Сию, от ректора Ульмскаго университета Рудольфа-Рота, по латинскому алфавиту сочинённую книгу; вместо ведомостного лексикона употреблять можно.; Надворной советник Сергей Волчков; к пользе юношества, также читающих Санктпетербургския и Московския ведомости; оную книгу, с немецкаго на российской язык перевёл 1747 года. Первое издание — Санкт-Петербург, 1761, второе — Москва, 1782. Путеводитель по европейским городам, сведения о выставках, библиотеках, памятниках и достопримечательностях.
- П.Тавернье. К Краткие разговоры. О разных; до наук, и до любопытства, касающихся: весьма куриозных вещах.: В вопросах и в ответах, представленныя. / Изданы от ректора Лионскаго университета Павла Таверние 1597 года.; С французскаго на российский язык перевёл сию книгу, надворный советник Сергей Волчков, 1757. Первое издание — Санкт-Петербург, 1761. Книга содержит 134 вопроса на самые разные темы (например, о воздухе, о воде, «о щастии», о танцах, о ветрах, о магните, а также полемические: «что из наук и художеств нужнее всего», «книга или речь человека скорее научит» и т. д.).
- Л.Борделон. Книга Язык. Санкт-Петербург, 1761, последующие издания — 1781 и 1791. Перевод был выполнен в 1747 г. и долгое время распространялся в списках. Книга посвящёна искусству разговора, беседы, полемики; каждая глава характеризует язык людей разного типа — насмешника, спорника, хвалящего, лжеца и т. д.

- Р. Монтекукколи. Записки Раимунда графа Монтекукули генералиссима цесарских фойск генерала-фельдцейгмейстера и кавалера Златаго руна. или Главныя правила военной науки,: Вообще разделёны на три книги. / С францусскаго на российской язык переведены. С(ергеем) В(олчковым). Москва, 1753. Книга по военному делу.
- Полибиевой Военной истории том первой-[второй] с францусскаго на российской язык переведен Академии наук асессором Сергеем Волчковым. Санкт-Петербург, 1756—1763. Сведения о военном искусстве разных народов.
- Э.Ленобль. Светская школа или Отеческое наставление сыну об обхождении в свете чрез г. ле Нобль. Санкт-Петербург, 1761, второе издание — 1763—1764. Разговор отца с сыном на социальные и философские темы.
- Ж. Б. М. де Бельгард. Истинной християнин и честной человек: То есть. соединение должностей християнских с должностьми жития гражданскаго / Издана сия книга французским абатом [игумен] Бель-Гардом,; На российской язык переведёна Сергеем Волчковым. Санкт-Петербург, 1762. Перевод был сделан в 1743, 2 переиздания вышли в 1770. Правила жизни, основанные на разуме. Книга была посвящёна переводчиком Петру III.
- И. А. Гофман. О спокойстве и удовольствии человеческом… Ч. 1-2. Санкт-Петербург, 1762—1763, переиздания — в 1770, 1780. Перевод выполнен ещё в 1743. Размышление о причинах недовольства жизнью и способах избавления от него.
- Михайла Монтаниевы Опыты. Санкт-Петербург, 1762. Перевод первой книги и 10 глав второй книги «Опытов» Монтеня.
- Ш. Л. де Лонэ. Шляхетных детей истории, да от части генеалогии, обучающей гофмейстер (дядька): Сия книга, к пользе благородных в России отроков, / С немецкаго переведена Сергеем Волчковым. Санкт-Петербург, 1763. Книга о пользе образования, о важности изучения географии, юриспруденции, истории и т. д.
- М. Крюго. Християнин во уединении: Издана и печатана сия книга в Бреславле 1763 / А на российской язык переведена в Санкт-Петербурге С(ергеем) В(олчковым). Санкт-Петербург, 1769, второе издание — Москва, 1781. Посвящёна наследнику и великому князю Павлу Петровичу.
- Ж. Э. Рок. Християнская школа / Издана в Бреславле, от ректора тамошних училищ Еронима Рокеса. 1767; А на российской язык переведёна сия книга С(ергеем) В(олчковым). Санкт-Петербург, 1770. Второе издание — Москва, 1782.

Не были опубликованы:
- Цицерон. О должностях.
- Ж.-Б. Боссюэ. Универсальная история (ч. 1-4).
- Г. Гроций. О военном и мирном праве.
- Истинный друг, или Житие Давида Спасителя.
- Плутарх. История славных мужей. Перевод с французского издания с примечаниями Дасье.

### Язык переводов С. С. Волчкова
Волчков активно использовал заимствования и кальки; влияние иноязычного оригинала проявляется также в синтаксисе.
Язык переводов С. С. Волчкова оценивался современниками неоднозначно: например, «Вояжиров лексикон» был подвергнут критике М. В. Ломоносовым, В. К. Тредиаковским, С. П. Крашенинниковым, Н. И. Поповым и исправлялся уже во время печатания и повторных изданий корректорами и переводчиками:

…в оном переводе гг. присутствующими усмотрены весьма многие неисправности, яко то, например, вместо весла, которым в твориле известь мешают, названо мортирною лопаткою, и прочие тому подобные…
Из отзыва М. В. Ломоносова, И. И. Тауберта и И.Штелина на перевод второго тома «Вояжирова лексикона»

Отрицательные отзывы о переводе «Истории славных мужей» Плутарха привели к тому, что этот перевод не был напечатан:

…перевод г. асессора Волчкова на наш язык много погрешностей имеет, а именно: 1) В собственных именах, как то: вместо Дионисия — Денис, вместо Евстафия — Евстат, вместо Есхиля — Ешиль, вместо Тебанский или уже Фивейский — у него Фиванский и прочие; также нет в них и равности, как то: инде Ромулус, инде Ромул и прочие. 2) Во многих местах пропущены совсем исторические примечания, которые положены Дациером, а оные надобны необходимо. 3) Некоторые из них частями токмо переведёны, а не все, а особливо где греческие цитации, которые везде им опущены, без чего примечания оные уже недействительны, и толь наипаче, что у г. асессора кусочки оные и худое ещё связание между собою имеют. 4) Господина асессора весь стиль очень неисправен и во многих местах против свойства российского языка весьма погрешено, также и сила французских слов переведёна неправо во многих местах, отчего преизрядная сия книга не может понравиться всему обществу читателей наших… 6) Господина асессора очень странна и ортография, ибо он везде на конце речей, в средине и в начале вместо литеры «в» пишет «ф», когда оное «в» не с гласного, но с согласною твёрдою совокупно находится, как то: вместо всё, у него фсё. Нет же у него разности между «ф» и «ѳ», также между «ѣ» и «е»… 8) Толкования российских речений иностранными, как например: «родословие, то есть генеалогия», никуда не годны.
Из отзыва В. К. Тредиаковского, М. В. Ломоносова, С. П. Крашенинникова и Н. И. Попова на перевод «Истории славных мужей» Плутарха

Перевод был передан для исправления сперва И. И. Тауберту, признавшему эту работу безнадёжной, затем — В. К. Тредиаковскому, который только восполнил пропуски по сравнению с французским оригиналом и всё равно признал его «недостаточным», «совсем негодным» и «гнусным».
Другие переводы Волчкова были оценёны более высоко; «Флоринова экономия» была одобрена В. Е. Адодуровым, «Савариев лексикон» — В. К. Тредиаковским.
С. С. Волчков воспринимал критику спокойно; по его признанию, «понеже от критики ни один издатель или переводчик никак убежать не может, то и я себя, сему народному пересуждению и публичным переговорам подвергнуть должен».
Значение переводческой деятельности С. С. Волчкова для развития русской культуры очень высоко. Например, его перевод «Опытов» Монтеня оставался единственным до 1954—1960 гг. Благодаря его работе, на русском языке стали доступны важные этические, философские, педагогические, экономические и художественные сочинения.